# Кишинёвская резня
Кишинёвская резня (рум. Masacrul de la Chișinău) — серия казней, которые были совершены советскими властями против румынских граждан, а также беженцев из Украины и России, признанных враждебными советскому режиму. Как правило, казни осуществлялись по приговорам военных трибуналов (особых судебных инстанций, подчинённых НКВД). Общее количество убитых, чьи тела были обнаружены в братских могилах на территории бывшего итальянского консульства, Митрополичьего дворца и Богословского факультета, достигает приблизительно 450 человек. В память о погибших 7 сентября 1941 года были организованы национальные похороны, церемонию которых возглавил митрополит Бэлан из Трансильвании.

## Исторический контекст
В 22:00 26 июня 1940 года Вячеслав Молотов, народный комиссар иностранных дел СССР, вручил Георге Давидеску, полномочному министру Румынии в Москве, ноту ультимативного характера от советского правительства. В этом документе от Румынии требовалась «передача любой ценой Советскому Союзу Бессарабии» и «передача Советскому Союзу северной части Буковины». Румыния предприняла отчаянные попытки заручиться международной поддержкой, направив срочные телеграммы в Германию, Италию, Турцию, Югославию и Соединённые Штаты Америки. Однако эти усилия не дали результатов, и румынское государство оказалось полностью изолированным перед лицом давления со стороны Советского Союза. В этих условиях, после заседания Совета Короны 27 июня 1940 года, румынское правительство приняло решение согласиться на условия советского ультиматума. В результате Румыния потеряла территорию площадью 50,5 тыс. км² и населением около 3,5 миллиона человек.
После установления советской администрации в регионе, в период между 28 июня и 2 августа 1940 года, Политбюро ЦК ВКП(б) Советского Союза и Совет народных комиссаров СССР приняли первичные постановления о создании Молдавской ССР, без проведения консультаций с местным населением. Во второй половине июля 1940 года советские власти утвердили несправедливый проект, разработанный председателем Президиума Верховного Совета Украинской ССР М. Грецюхой, согласно которому в состав Украины включались Северная Буковина, регион Герца, уезды Хотин, Измаил, Аккерман, а также шесть районов из состава МАССР, при этом полностью игнорировались экономические, этнические и культурные особенности соответствующих регионов.

## Убийства

### Массовые казни в саду бывшего итальянского консульства

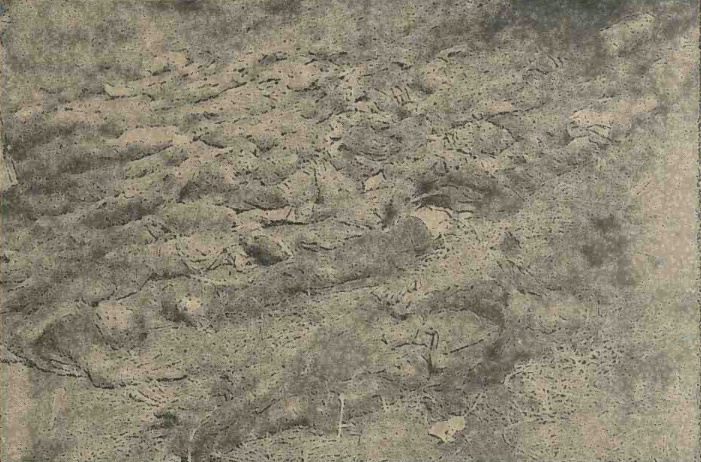
Фотография массового захоронения жертв, расстрелянных в подвалах кишинёвского отделения НКВД

В Бессарабии террор был легализован посредством Постановления № 1201-471 «Относительно деятельности военных трибуналов на территории Бессарабии и Северной Буковины», подписанного председателем Совета народных комиссаров СССР В. Молотовым 9 июля 1940 года. 
Центральная резиденция местного отделения НКВД в Бессарабии была размещена в Кишинёве, а именно — в здании бывшего итальянского консульства по улице Виилор, 97, где румынские власти обнаружили две большие и несколько малых братских могил. Согласно докладу, составленному полицейским управлением города, казни проводились в одном из подвалов здания, где после ускоренного судебного процесса узники приговаривались по системе НКВД и расстреливались выстрелом в затылок. Из того же отчёта становится известно, что казни происходили циклически: первые убийства датируются октябрём 1940 года и были проведены на основании приговоров, вынесенных особым трибуналом, в состав которого входили: советский полковник Зонов, сержанты Гасянов и Григоренко, а также секретарь (сотрудник НКВД) Грозинсков. Вторая волна убийств произошла 23 июня 1941 года, приговоры были приведены в исполнение политическим комиссаром одного из советских полков — Кованским, в присутствии двух сержантов, чьи фамилии — Хилури и Калин.

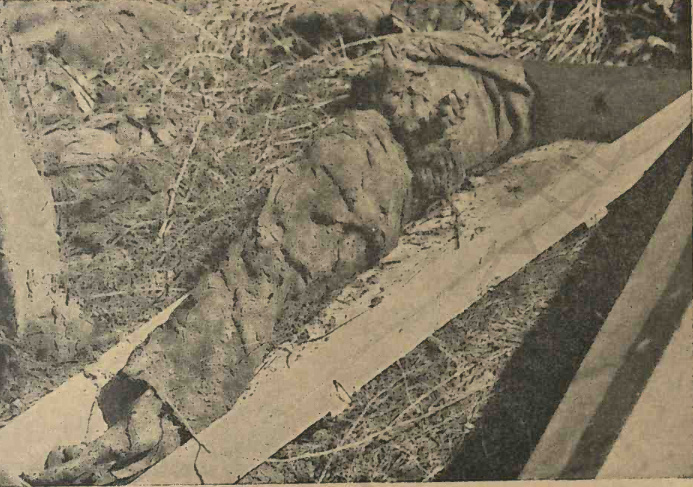
Тело Чернавского, бывшего румынского государственного служащего, найденное с руками и ногами, связанными в момент казни

В результате эксгумационных работ были извлечены останки 85 человек, из которых 15 тел были обнаружены в одной братской могиле. Одежда жертв (в основном пижамы) свидетельствует о том, что они были схвачены и казнены ночью, без проведения какого-либо судебного разбирательства, а тела впоследствии были в спешке сброшены в место коллективного захоронения. Среди идентифицированных лиц числятся шесть сотрудников Румынских железных дорог, при которых были найдены приговоры, вынесенные советскими военными трибуналами. Среди них: Ион Теслару, Илие Бану, Дионисий Дорофтей, Эне Григоре Трушка, Димитрие Вьеру и Теодор Гуцу, а также другие лица: Давид Филипенко и члены семей Мелентьевых и Шевченко. Из числа духовенства был опознан священник Георге Тудораке. Среди жертв числятся также братья Танцу и Павел Петре (сыновья бывшего префекта уезда Лэпушна), приговорённые к смертной казни через расстрел трибуналом НКВД 23 июня, на основании того, что они были сыновьями офицера бывшей «империалистической» (белой) армии. В ходе эксгумации был также опознан по приговору Владимир Чернавский, бывший начальник отдела народной стражи при кишинёвском управлении полиции. Из выдержек приговоров в отношении Иона Павловича Теслару, Ивана Ильича Бану, Георгиевича Трушка, Андреевича Шиба и Теодора Ивановича Гуцу следует, что все они были приговорены к смертной казни на основании статьи 54-6, часть I Уголовного кодекса Украинской ССР и статьи 27-1 Уголовного кодекса СССР.

### Казни в подземельях Митрополичьего дворца
В подвалах Митрополичьего дворца в Кишинёве, где ранее размещались церковный консисторий и свечной завод, советские власти обустроили разведывательное отделение НКВД. В этом помещении были обнаружены несколько индивидуальных останков. В здании содержались лица, считавшиеся особенно подозрительными или представлявшими интерес для советских спецслужб, и потому подвергавшиеся детальным допросам. В тех же подвалах были зафиксированы специальные устройства для пыток, среди которых особо выделялись установки для применения электрического тока. Хотя при отступлении советские органы пытались уничтожить данные установки, значительная часть оборудования сохранилась в достаточно хорошем состоянии, что позволило впоследствии воссоздать обстановку и характер пыток с высокой степенью достоверности.

### Останки в подвале радиостанции
После отхода советской армии из города и последующего входа румынских войск, в подвале радиостанции в Кишинёве были обнаружены тела. Общее число найденных жертв достигло 49 человек.

## Число жертв
Согласно историку Юрию Колеснику, около 180 человек могли быть казнены и захоронены в братских могилах рядом с бывшей штаб-квартирой НКВД в Кишинёве. Однако эта цифра может вызвать путаницу, поскольку, вероятно, представляет собой обобщённую оценку числа лиц, арестованных в тот период, которые впоследствии были либо убиты, либо исчезли без следа. В действительности было обнаружено 85 тел, захороненных в четырёх братских могилах, что позволяет предположить, что число 180 является лишь приблизительной оценкой, а не точной. Александру Чербу, заместитель директора Национального агентства архивов, подтверждает ту же информацию. Автор Паул Гома, упоминая национальные похороны, организованные 7 сентября 1941 года, утверждает, что они были посвящены памяти 450 человек, убитых в Кишинёве советским режимом.